# На захід від Сингапуру
На захід від Сингапуру (англ. West of Singapore) — американська драма 1933 року режисера Альберта Рея. В головних ролях знімались Бетті Компсон, Велдон Гейберн та Маргарет Ліндсей.

## У ролях
- Бетті Компсон — Лу
- Велдон Гейберн — Ден Ментон
- Маргарет Ліндсей — Шелбі Воррелл
- Ноель Медісон — Дегама
- Том Дуглас — Глен Воррелл
- Клайд Кук — Рікі
- Гарві Кларк — Скраба
- Ерні Адамс — Вотсон